# Пяски (город)
Пяски (пол. Piaski) — город в Польше, входит в Люблинское воеводство.

## История
Первое документальное упоминание о селе Погоржалы-Став, расположенном на территории нынешнего города, относится к 1401 году. Первое упоминание о населённом пункте Пяски (Pyassek alias Gyelczew) встречается в латинской летописи Яна Длугоша в 1470 году. Основываясь на этих свидетельствах, считается, что город Пяски возник ориентировочно в первой половине XV века на землях, ранее принадлежавших этим двум деревням. В XVI и XVII веках значительная часть населения города была протестантской, поэтому он стал известен как Пяски-Лутерские (лютеранские).
В конце декабря 1940 года создано гетто в Пясках.